# Polandball (персонаж)
Polandball (рус. Поландболл / Польшаболл / Польшар / Польшашар) — персонаж, впервые появившийся в веб-комиксах одноимённого интернет-мема Polandball, спустя время ставшего более известным под названием Countryballs. Несмотря на обширное количество персонажей Countryballs, Polandball появляется в качестве титульного персонажа во многих комиксах и мультфильмах жанра. Персонаж всегда рисуется с перевёрнутым флагом — красный верх, белый низ.

## Создание

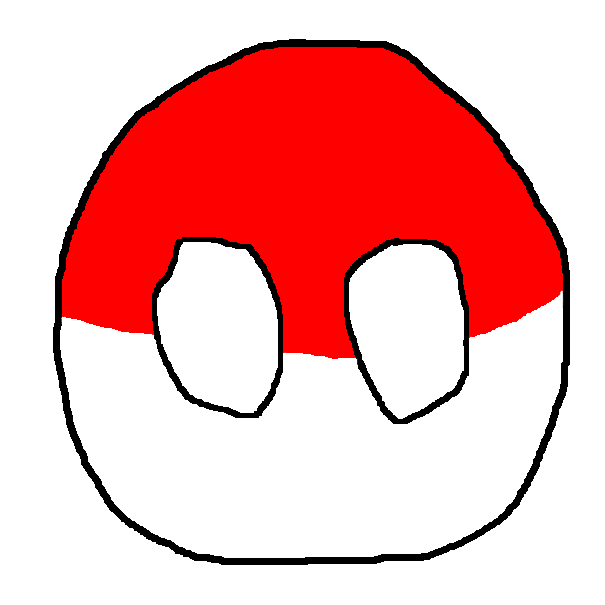
Наиболее известный арт персонажа

Раздел /int/ немецкого имиджборда Krautchan.net пользовался популярностью у большого количества англоговорящих сетян из различных стран. Именно в этой среде возник персонаж Polandball: его авторство приписывается Falco, британскому пользователю /int/, который создал мем в сентябре 2009 года с помощью программы MS Paint. Изначально мем был аполитичен и использовался Falco в целях троллинга поляка Wojak — ещё одного пользователя /int/, пишущего на ломаном английском. Вскоре после создания мем был подхвачен остальными пользователями имиджборда, которые с энтузиазмом начали рисовать комиксы про Polandball.

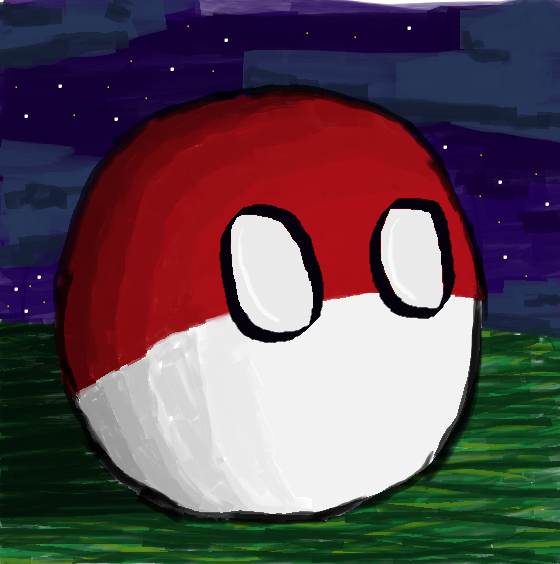
Рисунок Polandball

## Образ
При изображении Polandball польский флаг всегда намеренно изображают перевёрнутым: верхняя половина красная, нижняя — белая. Вероятно, так Польша стала изображаться из-за намеренной ошибки британского пользователя Falco на западном имиджборде, который неправильно нарисовал флаг, чтобы обидеть польского пользователя Wojak или показать проблему путаницы флага Польши с флагами Индонезии и Монако (тема схожести флага Польши с флагами Индонезии и Монако неоднократно высмеивалась в комиксах). Точно неизвестно, были ли перевёрнутые цвета персонажа результатом ошибки автора или их использование было преднамеренным действием. Однако предполагается, что раскрашивать персонажа в цвета настоящего флага Польши считается ошибкой.
Изображение Польши, сделанное мемом Polandball, отражает ряд стереотипов. К ним относятся плохое использование поляками английского языка, обвинение других в своих неудачах, в частности, на фоне неоднократных вторжений соседей, склонность поляков рассказывать истории о славном прошлом.

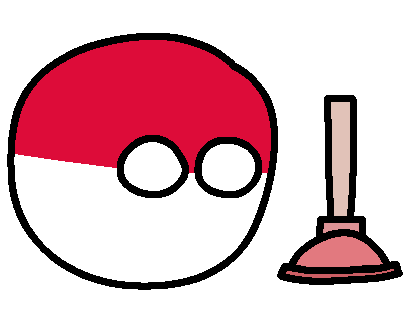
Polandball с вантузом

Как правило, Polandball изображается в виде шара с глазами и польской символикой, который характеризуется постоянной обидой на другие страны и манией величия. Кантрибол часто рисуется с вантузом для чистки унитазов, что является отсылкой к низкоквалифицированному труду польских иммигрантов, работающих в Германии и Великобритании. Польшу могут изображать как чистильщика унитазов для Великобритании (UKball), над которой другие кантриболы издеваются.

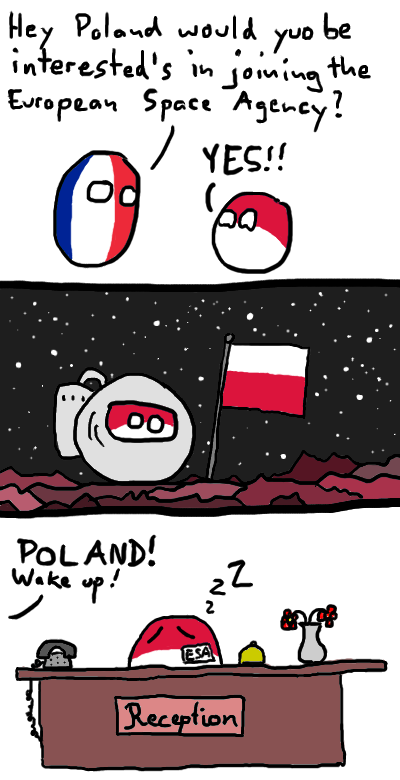
Комикс Countryballs, который является продолжением крылатой фразы «Польша не может в космос». В комиксе упоминается, что Польша вступила в Европейское космическое агентство в 2012 году

### Комиксы
Типичными темами комиксов, связанными с Polandball, стали история Польши, внешняя политика и национальные стереотипы.
Часть сюжетов мема Polandball связана с тем, что у Польши нет своей космической программы и возможности выхода в космос. Так, один из самых популярных комиксов начинается с того, что гигантский метеорит движется к Земле и грозит её уничтожить, отчего все страны с космическими технологиями покидают Землю и начинают вращаться в виде шаров на орбите планеты. И только Polandball остаётся на Земле и в конце комикса со слезами на глазах произносит каноничную фразу-мем на ломаном английском языке: Poland cannot into space («Польша не может в космос»). Считается, что таким юмористическим способом русские пользователи поставили точку в дискуссии о том, какая страна более продвинута.
В другом комиксе сюжет основывается на историко-политической сатире: Polandball вгоняет остальные страны-шары в скуку своими рассказами в стиле So when we crushed Russia and the turks we were the biggest country in the world… and.. («И вот, когда мы разгромили Россию и турок, и мы были самой большой в мире страной… и..») и остальные страны начинают смеяться над Polandball. Разгневанный Polandball кричит kurwa, и показывает табличку с надписью Internet serious business («Интернет — это серьёзно»), что является интернет-слоганом, используемым в тех случаях, когда кто-то хочет упрекнуть других в неуважительном отношении к предмету дискуссии. Опять же, по конвенции, комикс заканчивается плачем Polandball. В окончании комиксов персонаж очень часто плачет или кричит kurwa.

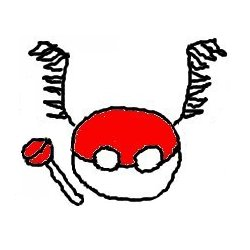
Polandball с вантузом и «крыльями»

Более новые комиксы уже отошли от темы беспомощности Польши и заключают в себе недавние события в мире политики. Часто к Polandball пририсовывают «крылья», тем самым обозначая Речь Посполитую, деда или отца Польши, который куда сильнее и мудрее своего внука.
Это некоторые из многих примеров, которые возможно найти в Интернете. Они вписываются в более широкое повествование о том, что польская национальная история — это постоянная череда поражений и трагедий, начиная от многих польских войн в XVII веке, раздела Речи Посполитой и ещё одного раздела Нацистской Германией и СССР, и заканчивая насильственным включением в Восточный блок.

### Известные реплики
- «Польша не может в космос» (англ. Poland cannot into space, пол. Polska nie może w kosmos[17]). Самая частая и популярная[12] реплика, которую произносит Polandball[8]. Классический способ для других стран высмеять персонажа и его амбициозные усилия, подорванные стереотипом о том, что многие поляки, живущие за границей, занимаются низкоквалифицированным трудом[15]. Зачастую фразой объясняется неорганизованность полноценной польской космической программы[17].
- «Курва!» (пол. Kurwa!). Ещё одна очень частая реплика Польши. Персонаж её произносит, когда испытывает стресс или сталкивается со зловещими нападками со стороны других кантриболов[19].
- «Польска стронг!» (англ. Polska strong!, также распространены и другие производные англ. Poland is strong! или англ. Polan stronk!). Фраза, которую Польша произносит, когда хочет похвастаться, несколько причудливо заявляя о себе, столкнувшись с клеветой или травлей со стороны более могущественных кантриболов, таких как Germanyball или Russiaball. Само слово «стронг» в переводе с английского означает «сильный»[20]. Отклонение от стандартной орфографии в коверканной фразе «Polan stronk» указывает на причудливость характера Polandball, которая составляет его уникальную индивидуальность[21].

### Отношения
Polandball считает своими друзьями Великобританию и Францию, которые им откровенно пренебрегают, и не любит Россию и Германию, в отношении которых время от времени совершает на беду себе различные демарши. Polandball хочет полететь в космос, но со стороны Германии и России чувствует угрозу.

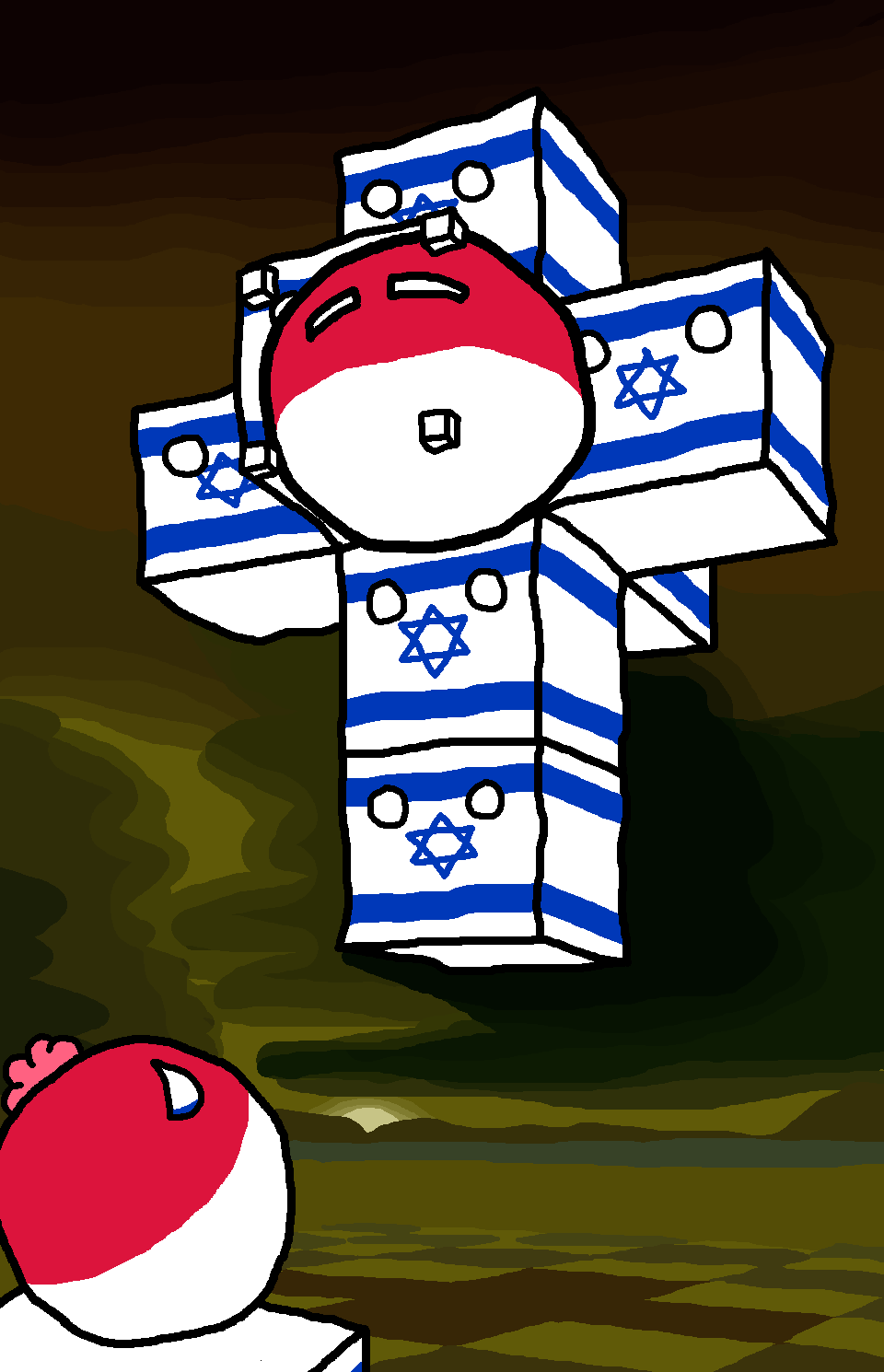
Пример рисунка Countryballs, в котором упоминается «Распятие» Сальвадора Дали и который иллюстрирует стереотип польского мученичества, описанный Войцехом Олексяком (Израиль и евреи в целом традиционно изображаются в виде гиперкуба)

## Оценки
Войцех Олексяк, пишущий на сайте проекта, финансируемого правительством Польши Института Адама Мицкевича, целью которого является продвижение польского языка и культуры за рубежом, отмечает, что в комиксах интернет-мема Polandball часто используются преувеличенные польские стереотипы, например, что поляки не так хорошо владеют английским языком, как представители других национальностей, а сама Польша является страной, полной «тупых гиперкатоликов». С другой стороны, он признаёт, что некоторые стереотипы, используемые в комиксах о Польше, такие как рассказы поляков о славной истории нации и о глубоко укоренившемся мученичестве, в основном верны; в то время как стереотип о том, что поляки имеют много национальных комплексов и обвиняют внешние силы в собственных неудачах, верен, но в чём-то оправдан. Автор статьи также отмечает, что у мема Polandball поляки могут научиться «чувству юмора по поводу наших давних обид».
В статье «Коды, доминирующие в интернет-мемах об истории Польши» (пол. Kody dominujące w memach internetowych dotyczących historii Polski) польская исследовательница Анна Боркевич сравнивала мемы об истории Польши с польскоязычных и англоязычных веб-порталов. Как она установила, на польских сайтах мемы изображают Польшу как страну-победительницу с выдающимися правителями. Некоторые из мемов были созданы путём добавления забавных текстов к картинам Яна Матейко. С другой стороны, мемы из жанра Polandball на англоязычных порталах представляют Польшу как печальную, бедную и вечно обиженную страну, а поляков — как нацию, которую не уважают представители других стран.
Польский исследователь Павел Левандовский отмечает, что Polandball является трагикомическим героем и что его постоянные неудачи являются традиционной шуткой в мемах Countryballs. Он считает, что история Польши в данном жанре подвержена многим упрощениям и что её рассказ обычно сводится к издевательству над Polandball.
Кандидат политических наук С. Н. Федорченко отмечает, что интернет-мемы о Польше часто имеют определённую модель сторителлинга:
1. Польша символизирует амбиции.
2. Что-то происходит при взаимодействии с другими странами.
3. Польша терпит поражение и разгневанно кричит «kurwa».

По мнению исследователя, в совокупности отдельные интернет-мемы о Polandball в таком режиме образуют целую систему польских мемокомплексов, состоящих из политических стереотипов, мифов и фейков.